# 新孔德站
新孔德站（：／ Singongdeok yeok */?）是韩国铁路的一個已停用的車站，于2010年12月21日废止。位于首尔芦原区孔陵2洞，屬於京春线。

## 历史
- 1939年7月25日：以墨洞乘降所的名义开始使用。
- 1944年3月31日：车站改为现名。
- 2004年7月15日：客运业务停止。
- 2010年12月21日：车站停用。

## 车站周边
- 首尔科学技术大学